# Shooting Game Historica
Shooting Game Historica (Japonésːシューティングゲームヒストリカ  Hepburnː  Shūtingu Gēmu Hisutorika) es una línea de figuras plásticas coleccionables de origen japonés, fabricadas por la compañía Takara Tomy. La línea es un homenaje a los videojuegos famosos del género Matamarcianos, como R-Type, o Gradius. 
En un principio las figuras eran construidas por Yujin Co., Ltd, empresa dedicada a la fabricación de Gashapones. Las figuras Comenzaron a ponerse a la venta en 2007. En 2009, dicha empresa fue comprada por Takara Tomy, y su nombre fue cambiado a Takara Tomy A.R.T.S..
La línea de figuras esta organizada en volúmenes. Cada volumen está compuesto por una 5 o siete figuras. Las figuras incluyen accesorios como armas adicionales, efectos y pedestales para posarlas. Algunas son transformables y tienen partes móviles. Algunos volúmenes incluyen dos versiones de una misma figura.
Las figuras pueden adquirirse de manera individual o todas juntas en un solo paquete del volumen correspondiente. Las figuras adquiridas de manera individual vienen en cajas pequeñas, sin indicar que figura del volumen viene dentro.
Recientemente salió al mercado una nueva versión de las figuras llamada Shooting Game Historica EX

## Figuras de la Línea

### Volumen 1
| Videojuego/Serie | Nombre de la Figura | Notas                                                                       | Fabricante    |
| ---------------- | ------------------- | --------------------------------------------------------------------------- | ------------- |
| R-Type           | R-9A Arrow-Head     |                                                                             | Yujin Co.Ltd. |
| Image Fight      | OF-1 Daedalus       |                                                                             | Yujin Co.Ltd. |
| Gradius II       | Metarion            |                                                                             | Yujin Co.Ltd. |
| Gradius V        | Vic Viper T301      |                                                                             | Yujin Co.Ltd. |
| Darius Gaiden    | Silver Hawk         | Incluye dos naves Silver Hawk, una Roja (Jugador 1) y otra Azul (Jugador 2) | Yujin Co.Ltd. |

### Volumen 2
| Videojuego/Serie                      | Nombre de la Figura | Notas | Fabricante    |
| ------------------------------------- | ------------------- | ----- | ------------- |
| R-Type III                            | R-9Ø Ragnarök       |       | Yujin Co.Ltd. |
| Star Luster                           | G.A.I.A             |       | Yujin Co.Ltd. |
| Starblade                             | FX-01 GeoSword      |       | Yujin Co.Ltd. |
| RayStorm                              | R-GRAY-1            |       | Yujin Co.Ltd. |
| Fantasy Zone                          | Opa Opa             |       | Yujin Co.Ltd. |
| MUSHA                                 | Musha Aleste        |       | Yujin Co.Ltd. |
| Spriggan Mark 2: Re Terraform Project | Spriggan Mark 2     |       | Yujin Co.Ltd. |

### Volumen 3 (Hechas por Takara Tomy A.R.T.S.)
| Videojuego   | Nombre de la Figura     | Notas | Fabricante           |
| ------------ | ----------------------- | --- | -------------------- |
| Granada      | Manouver Cepter Granada | | Takara Tomy A.R.T.S. |
| Raiden       | Raiden Mk.II            | | Takara Tomy A.R.T.S. |
| In the Hunt  | Granvia y Sqoon         | Incluye dos versiones del Submarino Granvia, uno con colores Amarillo - Rojo (Jugador 1) y el otro Azul Claro - Azul (Jugador 2). Ambos vienen acompañados con una figura del submarino Sqoon, de la precuela original de In the Hunt. | Takara Tomy A.R.T.S. |
| Star Soldier | Ceaser                  | | Takara Tomy A.R.T.S. |
| Terra Diver  | S.O.Q.- 004 Toryu       | | Takara Tomy A.R.T.S. |
| Wolf Fang    | Suisei                  | | Takara Tomy A.R.T.S. |

### Volumen 4 (Hechas por Takara Tomy A.R.T.S.)
| Videojuego  | Nombre de la Figura      | Notas | Fabricante           |
| ----------- | ------------------------ | ----- | -------------------- |
| Xexex       | Frint Lock               |       | Takara Tomy A.R.T.S. |
| Dariusburst | Legend Silver Hawk Burst |       | Takara Tomy A.R.T.S. |
| TwinBee     | TwinBee y WinBee         |       | Takara Tomy A.R.T.S. |
| Metal Black | CF-345 Black Fly         |       | Takara Tomy A.R.T.S. |
| X Multiply  | X-002                    |       | Takara Tomy A.R.T.S. |

### Serie EX
| Videojuego      | Nombre de la Figura | Notas |
| --------------- | ------------------- | --- |
| Thunder Force V | por confirmar'      | |
| Terra Cresta    | Wing Galiber        | Puede dividirse en 5 que son 5 pequeñas navesː Alfa, Beta, Gama, Delta y Epsilon. Unidas las cinco pueden formar a Wing Galiber. |